# Equalitzador de fase de xarxa

Topologia de filtre de xarxa.

Un equalitzador de fase de xarxa o filtre de xarxa és un exemple de filtre passa tot. És a dir, l'atenuació del filtre és constant a totes les freqüències però la fase relativa entre l'entrada i la sortida varia amb la freqüència. La topologia del filtre de xarxa té la propietat particular de ser una xarxa de resistència constant i per aquesta raó s'utilitza sovint en combinació amb altres filtres de resistència constant com els equalitzadors de pont-T. La topologia d'un filtre de xarxa, també anomenada secció X, és idèntica a la topologia de pont. L'equalitzador de fase de xarxa va ser inventat per Otto Zobel utilitzant una topologia de filtre proposada per George Campbell.

## Característiques
La impedància característica d'aquesta estructura ve donada per
{\displaystyle Z_{o}^{2}=ZZ'}
i la funció de transferència ve donada per
{\displaystyle H(\omega )={\frac {Z_{o}-Z}{Z_{o}+Z}}}

## Applications
El filtre de xarxa té una aplicació important a les línies utilitzades per les emissores per a canals d'àudio estèreo. La distorsió de fase en una línia monofònica no té un efecte greu sobre la qualitat del so tret que sigui molt gran. El mateix passa amb la distorsió de fase absoluta a cada pot (canals esquerre i dret) d'un parell de línies estèreo. Tanmateix, la fase diferencial entre cames té un efecte molt dramàtic en la imatge estèreo. Això es deu al fet que la formació de la imatge estèreo al cervell es basa en la informació de diferència de fase de les dues orelles. Una diferència de fase es tradueix en un retard, que al seu torn es pot interpretar com la direcció d'on prové el so. En conseqüència, les línies fixes utilitzades per les emissores per a transmissions estèreo s'equiparen a especificacions de fase diferencial molt ajustades.
Una altra propietat del filtre de xarxa és que és una topologia intrínsecament equilibrada. Això és útil quan s'utilitza amb telèfons fixos que invariablement utilitzen un format equilibrat. Molts altres tipus de secció de filtre estan intrínsecament desequilibrats i s'han de transformar en una implementació equilibrada en aquestes aplicacions, la qual cosa augmenta el nombre de components. Això no és necessari en el cas dels filtres de xarxa.